# 李柱昇
李柱昇（1989年7月20日—），韓國男演員、电影导演、编剧，2007年通過電影《清溪川的狗》出道。

## 個人生活
與孫恩書2016年因合作電影《對決》結識，兩人再度於電視劇《Voice》中合作，雖然劇裡兩人是對立關係，但該劇殺青後感情越來越好，從朋友發展成戀人。2020年2月5日，孫恩書所屬經紀公司方面表示：「孫恩書和李柱昇已分手。」

## 影視作品

### 電視劇
- 2013年：KBS《Drama Special－我的朋友還活著》飾演 崔志賢
- 2013年：MBC《當男人戀愛時》飾演 韓泰尚(少年)
- 2013年：KBS《Drama Special－持續的喜悅》飾演 東洙
- 2014年：KBS《黃金交叉》飾演 吳昌熙
- 2014年：Tvn《高校處世王》飾演 池代漢
- 2014年：Naver Cast TV《出眾的女人》飾演 柱承
- 2014年：KBS《鋼鐵人》飾演 朱弘周
- 2014年：SBS《皮諾丘》飾演 安燦秀
- 2015年：KBS《Drama Special－坐以待斃》飾演 梁俊植
- 2015年：tvN《一起吃飯吧2》飾演 李柱昇／安燦秀
- 2015年：KBS《製作人》 飾演 《兩天一夜》PD
- 2015年：NAVER TV《9秒·永恆的時間》飾演 姜宥燦
- 2015年：SBS《愛你的時間》飾演 吳大福
- 2016年：KBS《Drama Special－天下無憐》飾演 車俊浩
- 2016年：tvN《傲骨賢妻》
- 2017年：OCN《Voice》飾演 黃京日
- 2017年：SBS《操作》飾演 尹善祐
- 2017年：tvN《Drama Stage－朴代理隱密的私生活》飾演 朴鍾赫
- 2018年：tvN《一起吃飯吧3》飾演 安燦秀 (特別出演)
- 2018年：YouTube Premium《TOP 經紀公司》
- 2019年：KBS《監獄醫生》飾演 金碩勳
- 2021年：tvN《Happiness》飾演 安德魯
- 2023年：Netflix《末日騎士》
- 2023年：ENA《沙之花也有春天》飾演 趙晰熙

### 電影
- 2007年：《清溪川的狗》飾演 少年民秀
- 2008年：《葬禮成員（朝鲜语：장례식의 멤버）》飾演 盧熙俊
- 2009年：短篇《某個狗少年的死亡》飾演 柱昇
- 2010年：短篇《熱症》
- 2010年：多段式電影《一夜情－第一夜》飾演 青年
- 2011年：《表白》飾演 尹慶浩
- 2011年：《平凡的日子》飾演 李秀赫
- 2012年：《U.F.O.》飾演 鄭順圭
- 2013年：《離別》飾演 容奎
- 2013年：《姐姐》飾演 鎮浩
- 2014年：《徬徨之刃》飾演 趙斗植
- 2014年：《羽毛球》飾演 白珉宰
- 2014年：《這是我們的結局》飾演 智勇
- 2014年：短篇《Sabra》飾演 韓率
- 2015年：《社交恐懼症》飾演 勇民
- 2016年：《對決》飾演 崔風浩
- 2016年：動畫《你的名字：校花的秘密》飾演 正佑（配音）
- 2018年：短篇《榮華樓》飾演 車承穆
- 2021年：短篇《桅杆》飾演 恩久（導演、編劇、主演）
- 2023年：《帕米尔》（파미르）
- 2024年：《市民德熙》饰演 京哲[4]

### 話劇
- 2010年：《午睡》飾演 少年韓榮鎮
- 2018年－2019年：《Killology》飾演 大衛
- 2020年：《兒子》飾演 尼古拉
- 2021年－2022年：《文森特·里弗》飾演 大衛

## 綜藝節目
- 2017年：MBC《鄉村警察》固定出演
- 2022年：MBC《我獨自生活》固定嘉賓

## 獎項榮譽
| 年份 | 頒獎禮                        | 獎項                  | 作品           | 結果 | 備註 |
| ---- | ----------------------------- | --------------------- | -------------- | ---- | ---- |
| 2014 | 第23屆釜日電影獎              | 最佳新人男演員        | 《羽毛球》     | 獲獎 |      |
| 2014 | 第39屆首爾獨立電影節          | 演員部門 獨立明星獎   | 《羽毛球》     | 獲獎 |      |
| 2014 | 第13屆Mise-en-scene短篇電影節 | 評審團特別獎 表演部門 | 《Sabra》      | 獲獎 |      |
| 2016 | 第3屆野花電影獎               | 最佳男主角            | 《社交恐懼症》 | 提名 |      |

## 外部連結
- 李柱昇的Instagram帳戶
- 李柱昇在NAVER上的资料
- 李柱昇在Daum上的资料